# 恵那市立野井小学校
恵那市立野井小学校（えなしりつ　のいしょうがっこう）は、かつて岐阜県恵那市に存在した公立小学校。

## 概要
- 校区は三郷町野井（旧・恵那郡三郷村大字野井）であった。1983年佐々良木小学校と統合し、三郷小学校の新設により廃校。
- 1979年まで使用された校舎の跡地は、恵那市南部農業者トレーニングセンターとなっている。

## 沿革
- 1873年（明治6年） - 大長義校が開校。野井村、永田村[注釈 2]の児童が通学する。
- 1879年（明治12年） - 永田支校を設置。
- 1886年（明治19年） - 野井簡易科小学校に改称する。
- 1887年（明治20年） - 永田支校が志誠簡易科小学校に統合される。
- 1889年（明治22年）7月1日 - 野井村、佐々良木村、椋實村が合併し、三郷村が発足。
- 1991年（明治24年） - 野井尋常小学校に改称する。
- 1903年（明治36年） - 野井尋常高等小学校に改称する。
- 1941年（昭和16年）4月1日 - 野井国民学校に改称する。
- 1947年（昭和22年）
  - 4月1日 - 三郷村立野井小学校に改称する。三郷中学校校舎未完成のため、三郷中1年生の一部を収容し授業を行う。
  - 12月 - 三郷中学校の校舎が完成し、野井小学校での分散授業を廃止。
- 1954年（昭和29年）4月1日 - 大井町、長島町、東野村、三郷村、武並村、笠置村、中野方村、飯地村と合併し、恵那市が発足。同時に恵那市立野井小学校に改称する。
- 1979年（昭和54年）4月 - 校舎老朽化のため、旧・三郷中学校[注釈 3]を仮校舎とする。
- 1983年（昭和58年）3月 - 廃校。